# Jorge Vilda
Jorge Vilda (født 7. juli 1981) er en spansk fodboldtræner. Han har siden juli 2015 været landstræner for Spaniens kvindefodboldlandshold. 
Vilda begyndte selv som assistenttræner på det spanske U/19-kvindelandshold, inden han blev U/19-landstræner i i 2009. I løbet af de fem år han trænede landsholdet, vandt Spanien guld (i 2010 & 2011), sølv (2014) og bronze (2013) ved U/17-europamesterskabene, foruden VM-sølv (2014) og bronze (2010) ved U/17-VM i fodbold. Han overtog derefter landstrænerposten fra Ignacio Quereda hvorefter han deltog under EM i fodbold 2017 i Holland, hvor landsholdet nåede kvartfinalen som blev tabt mod Østrig. Han førte, to år efter, også landsholdet til ottendedelsfinalerne ved VM 2019 i Frankrig, som også blev tabt til USA. I hans år som ungdomslandstræner trænede han også nutidens største spanske spillere, heriblandt bl.a. Alexia Putellas, Amanda Sampedro, Lola Gallardo, Patri Guijarro, Mariona Caldentey og mange andre.
Som aktiv fodboldspiller spillede han selv for større spanske klubber som Real Madrid, Rayo Vallecano og Barcelona i 90'erne. 
Han er også blevet nomineret til FIFA Coach of the Year to gange i 2011, 2014 og 2018.